# Casteljaloux
Casteljaloux é uma comuna francesa na região administrativa da Nova Aquitânia, no departamento Lot-et-Garonne. Estende-se por uma área de 30,59 km². Em 2010 a comuna tinha 4 589 habitantes (densidade: 150 hab./km²).